# Vargem Linda

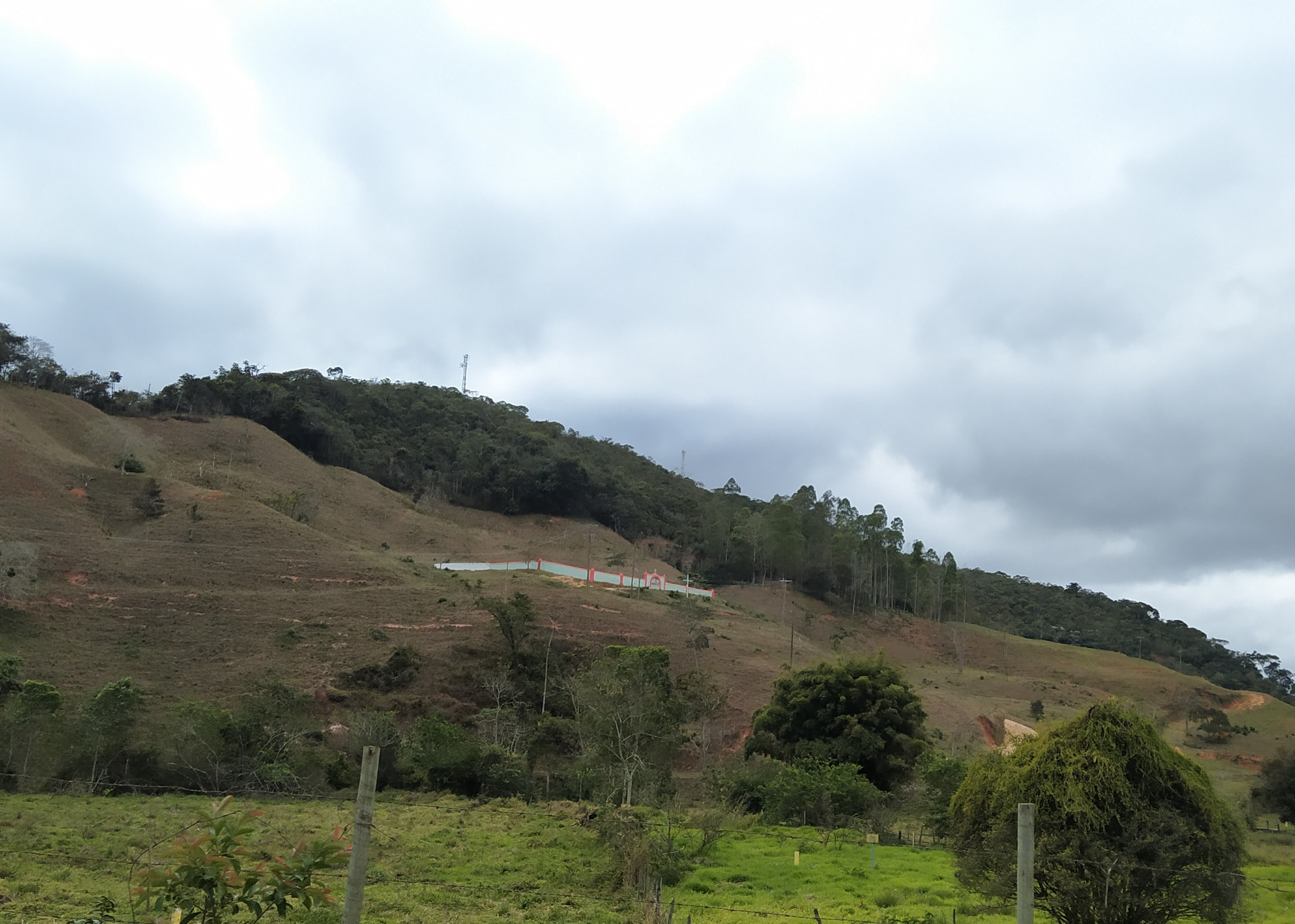
Vista do Cemitério em Vargem Linda

Vargem Linda é um distrito do município brasileiro de São Domingos do Prata, no interior do estado de Minas Gerais. Segundo o censo demográfico de 2022, realizado pelo Instituto Brasileiro de Geografia e Estatística (IBGE), sua população era de 1 413 habitantes e havia 571 domicílios particulares permanentes ocupados. Possui área de 78,67 km² conforme a Fundação João Pinheiro (FJP).
De acordo com o IBGE, em 2010 a população era de 1 545 habitantes e havia 716 domicílios particulares.
O distrito foi criado pela lei provincial nº 2.306 de 11 de julho de 1876, figurando inicialmente no município de Santa Bárbara com a denominação de Vargem Alegre. Pelo decreto estadual nº 23 de 1º de março de 1890, passou a pertencer a São Domingos do Prata, que foi elevado à categoria de vila nessa mesma data. Teve diferentes nomes entre as décadas de 1910 e 1920, como Santo Antônio da Vargem Grande e Santo Antônio da Vargem Alegre. Mediante o decreto-lei estadual nº 1.058 de 31 de dezembro de 1943, passou a se chamar Vargem Linda.